# Drosophila fungiperda
Drosophila fungiperda är en tvåvingeart som beskrevs av Elmo Hardy 1967. Drosophila fungiperda ingår i släktet Drosophila och familjen daggflugor.
Artens utbredningsområde är Hawaii.